# Oberlausitz
Oberlausitz (Øvresorbisk Hornja Łužica; Nedresorbisk Górna Łužyca; Øvrelausitzsk Äberlausitz; Tjekkisk Horní Lužice; Polsk Łużyce Górne) er en region i den østlige del af delstaten Sachsen i Tyskland og det nordlige Tjekkiet. Regionens centrum er byen Bautzen, Görlitz og Hoyerswerda. Regionen grænser i nord mod Niederlausitz. I begge Lausitzer er det vestslaviske folk sorberne hjemmehørende.
51°10′N 14°20′Ø / 51.17°N 14.33°Ø